# Far West 89
Pour plus de détails, voir Fiche technique et Distribution.
Far West 89 (Return of the Bad Men) est un film américain réalisé par Ray Enright, sorti en 1948.
Le film est sorti en France en deux épisodes distincts de 1 heure 15 en noir et blanc.

## Synopsis
Oklahoma 1889 - L'État ayant racheté certains territoires au ranchers et aux fermiers, ainsi que la ville de Braxton, ceux-ci doivent quitter leurs terres dans les 30 jours. Tous ont de l'argent plein les poches et partent pour de nouveaux horizons. Un tout nouveau territoire est sur le point de surgir sur lequel a été construite une ville toute neuve et inoccupée, Guthrie. Tous, à nouveau pionniers, avides de terres, sont réunis dans la course qui offre de nouvelles parcelles gratuitement à celui qui l'occupera le premier. Très vite, tous trouvent leur bonheur, et très vite la ville de Guthrie prospère. Évidemment, cette bonne fortune attire aussi les gangsters. À la tête d'une bande de hors-la-loi, se trouve Wild Bill Doolin avec sa nièce Cheyenne, accompagnés de Sundance Kid, Billy le Kid, les frères Dalton et Younger, et d'autres. Le travail de l'armée étant terminé, elle quitte les lieux et réussit à convaincre Vance Cordell, Rancher et ancien Texas Ranger, de prendre la fonction de Marshall afin de faire respecter la loi.

## Fiche technique
- Titre original : Return of the Bad Men
- Titre français : Far West 89
- Réalisation : Ray Enright
- Scénario : Charles O'Neal, Jack Natteford et Luci Ward
- Histoire : Jack Natteford et Luci Ward
- Direction artistique : Albert S. D'Agostino et Ralph Berger
- Assistant de direction : Grayson Rogers
- Décors : Darrell Silvera et James Altwies
- Costumes : Renié (robes)
- Maquillage : Gordon Bau
- Photographie : J. Roy Hunt
- Montage : Samuel E. Beetley
- Musique : Paul Sawtell
- Directeur de la musique : Constantin Bakaleinikoff
- Effets spéciaux : Russel A.Cully
- Production : Nat Holt
- Directeur de production : Jack J.Gross
- Société de production et de distribution : RKO Radio Pictures, INC.
- Pays d'origine :  États-Unis
- Langue originale : anglais
- Format : couleur (Technicolor) – 35 mm – 1,37:1 – mono (RCA Sound System) sorti en N/B en France
- Genre : western, drame
- Durée : 90 minutes
- Date de sortie :
  - États-Unis : 17 juillet 1948
  - France : 31 août 1949
- Affiche : Boris Grinsson (France)

## Distribution
- Randolph Scott (VF : Roger Tréville) : Vance Cordell
- Robert Ryan (VF : Roger Till) : Sundance Kid René Marc dans la 1re partie VF Rene Marc
- Anne Jeffreys (VF : Marianne Georges) : Cheyenne
- George Gabby Hayes (VF : Paul Villé) : John Pettit
- Jacqueline White (VF : Jacqueline Moulin) : Madge Allen
- Steve Brodie (VF : Jean Clarieux) : Cole Younger
- Richard Powers : Jim Younger
- Robert Bray (VF : Roger Rudel) : John Younger
- Lex Barker (VF : Marcel Painvin) : Emmett Dalton
- Walter Reed (VF : Jean Francey) : Bob Dalton
- Michael Harvey (VF : Henri Botta) : Grat Dalton
- Dean White (VF : Jacques Beauchey) : Billy the Kid
- Robert Armstrong (VF : Pierre Morin) : Wild Bill Doolin
- Tom Tyler (VF : Georges Spanelly) : Wild Bill Yeager
- Lew Harvey (VF : Paul Lalloz) : Arkansas Kid
- Gary Gray (VF : Daniel Gilles) : Johnny
- Walter Baldwin (VF : Raymond Loyer) : Muley Wilson
- Minna Gombell (VF : Béatrice Ducret) : Emily
- Warren Jackson (VF : Claude Bertrand) : George Mason
- Robert Clarke (VF : Raoul Curet) : Dave
- Jason Robards Sr. (VF : Jean Lemarguy) : Le Juge Harper

Acteurs non crédités
- Lane Chandler : Ed
- John Hamilton : Doc Greene